# Chañar Pozo de Abajo
Chañar Pozo de Abajo es una localidad argentina ubicada en el Departamento Río Hondo de la Provincia de Santiago del Estero. Se encuentra 1 km al norte de la Ruta Nacional 9, y 17 km al este de Termas de Río Hondo.
Cuenta con una escuela primaria. En 2007 la localidad aún carecía de servicio de agua potable.

## Población
Cuenta con 62 habitantes (Indec, 2010), lo que representa un descenso del 12,7% frente a los 71 habitantes (Indec, 2001) del censo anterior.